# Volo Aeroflot 366
Il volo Aeroflot 366 (in russo Рейс 366 Аэрофлота?), chiamato anche miracolo del Neva, fu un ammaraggio sull'acqua di un Tupolev Tu-124 della compagnia aerea statale sovietica Aeroflot (divisione di Mosca). L'aereo era decollato dall'aeroporto di Tallinn-Ülemiste (TLL) alle 08:55 del 21 agosto 1963 con a bordo 45 passeggeri e 7 membri dell'equipaggio. L'aereo (numero di registrazione SSSR-45021) era stato costruito nel 1962 e avrebbe dovuto volare fino a Mosca-Vnukovo (VKO) sotto il comando del capitano 27enne Viktor Mostovoj. Dopo il decollo il carrello anteriore non rientrò. Il controllo a terra deviò il volo verso Leningrado (LED) - per colpa della nebbia a Tallinn.

## L'evento
Alle 10:00 l'aereo iniziò a compiere un giro della città a 450 m, al fine di risparmiare carburante, ridurre il peso e diminuendo il rischio di incendio in caso di incidente. I servizi di terra dell'aeroporto di Leningrado-Pulkovo (LED) stavano preparando la pista in terra battuta per l'atterraggio. Ogni giro della città impiegò circa 15 minuti. In quei momenti i piloti tentarono di forzare il carrello anteriore a bloccarsi nella posizione estesa spingendolo con un palo preso dal guardaroba.
Durante l'ottavo ed ultimo giro a 20 km dall'aeroporto, il motore n. 1 si spense per l'esaurimento di carburante. Il motore rimanente si fermò poco dopo, mentre il Tupolev sorvolava il centro città, in viaggio verso est sopra la Cattedrale di Sant'Isacco e il Palazzo dell'Ammiragliato. In caso di perdita di potenza, l'equipaggio di volo avrebbe dovuto ammarare nel fiume Neva largo 300 metri (1.000 piedi).
Alcuni testimoni oculari avvistarono il Tupolev scendere a monte. Immediatamente dopo una virata, planò sulle alte strutture in acciaio del Ponte Bol'šeochtinskij con circa 30 m di distanza. Il Tu-124 sorvolò il ponte Aleksandr Nevskij – all'epoca ancora in costruzione – mancandolo a malapena. Il pilota riuscì a far atterrare l'aereo sul fiume, in prossimità di un rimorchiatore a vapore costruito nel 1898.
L'aereo iniziò rapidamente ad allagarsi. Il capitano del rimorchiatore vide l'aereo in difficoltà e diresse la sua barca sul luogo per aiutare gli occupanti. Lui e il suo equipaggio ruppero il parabrezza del Tupolev per legare un cavo alla ruota di controllo della cabina di pilotaggio e procedettero a rimorchiarlo fino alla riva del fiume. Durante il traino tutti i passeggeri rimasero a bordo. I passeggeri e l'equipaggio poterono quindi evacuare tramite un portello di accesso sul tetto dell'aereo.